# Katrin Wiegand (Autorin, 1968)

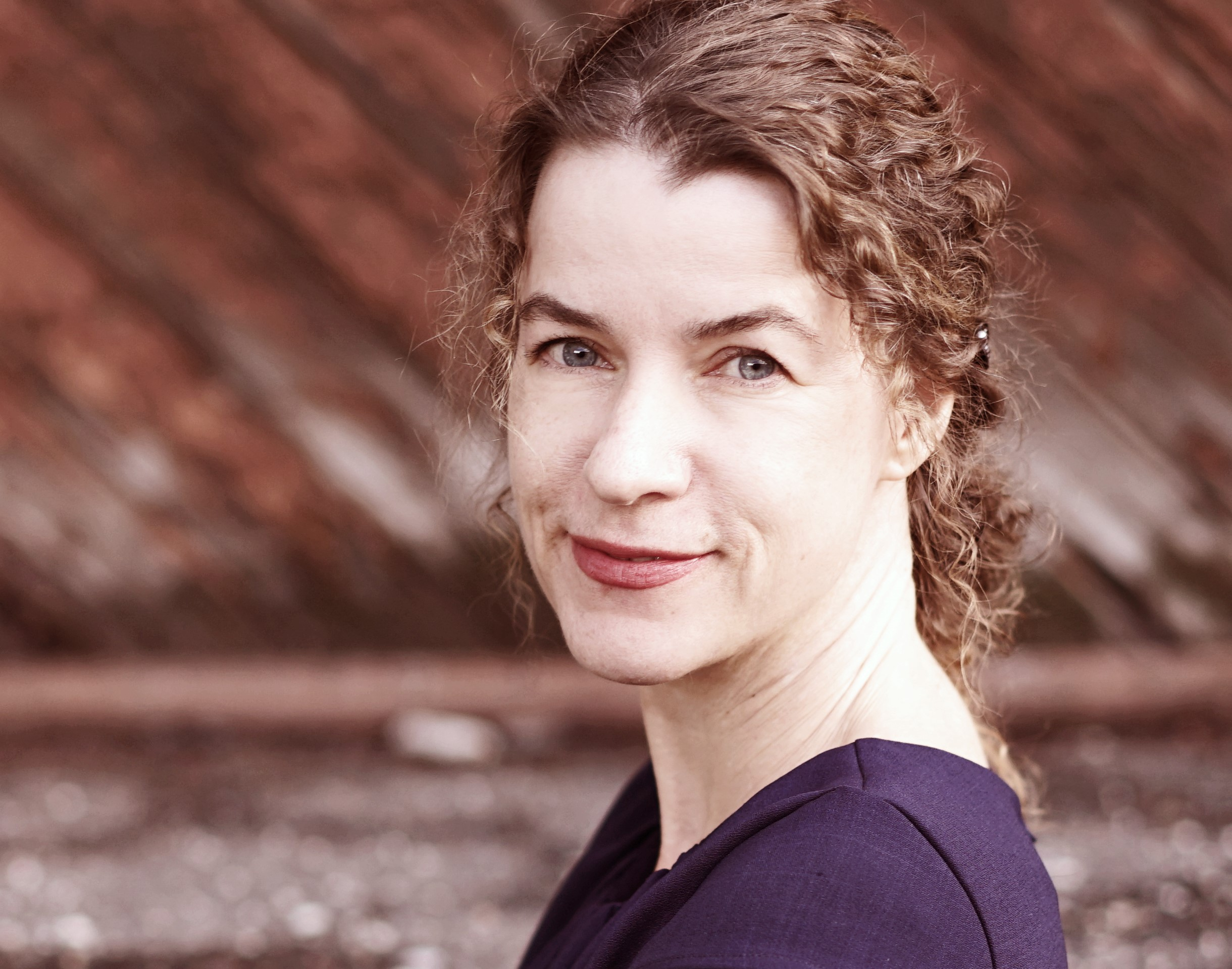
Katrin Wiegand

Katrin Wiegand (* 2. Oktober 1968 in Lübeck) ist eine deutsche Theaterautorin.

## Leben
Katrin Wiegand studierte Bauingenieurwesen und begann 2012 für das Theater zu schreiben. 2016 wurde „Kerle im Herbst“ als Co-Produktion der Münchner Tournee, der Komödie im Bayerischen Hof und des Contra-Kreis-Theaters uraufgeführt und brachte es in der ersten Spielzeit auf mehr als 140 Aufführungen. Seitdem werden ihre Stücke im gesamten deutschsprachigen Raum gespielt, u. a. an der Komödie Winterhuder Fährhaus, der Komödie Düsseldorf und im Schauspielhaus Basel.
Katrin Wiegand lebt als freiberufliche Autorin in Braunschweig.

## Werke (Auswahl)
- Amtsnoten
- Auf den Hund gekommen
- Auf die Kinder
- Bonjour – oder Könnten wir bitte beim Text bleiben?
- Doppelkabine
- Dreierpack
- Hallo, ich bin’s
- Hitzeperiode
- Kerle im Herbst
- Sextett im Hochzeitsbett
- Weil du nicht mein Typ bist
- Wer klopfet an?
- werktags. 21 Minuten